# Campeonato Mundial de Meia Maratona de 1997
O 6º Campeonato Mundial de Meia Maratona foi realizado em 3 de outubro de 1997 na cidade de Košice, Eslováquia. Um total de 228 atletas, 144 homens e 84 mulheres, de 45 países, participaram.

## Resultados

### Corrida Masculina

#### Individual
| Posição | Competidor             | Nacionalidade | Tempo      |
| ------- | ---------------------- | ------------- | ---------- |
| 1       | Shem Kororia           | KEN           | 59:56 (CR) |
| 2       | Moses Tanui            | KEN           | 59:58      |
| 3       | Kenneth Cheruiyot      | KEN           | 1:00:00    |
| 4       | Hendrick Ramaala       | RSA           | 1:00:07    |
| 5       | Mohammed Mourhit       | BEL           | 1:00:18    |
| 6       | Gert Thys              | RSA           | 1:00:23    |
| 7       | Abraham Assefa         | ETH           | 1:00:52    |
| 8       | Luís Jesus             | POR           | 1:00:56    |
| 9       | Stefano Baldini        | ITA           | 1:01:01    |
| 10      | Laban Chege            | KEN           | 1:01:13    |
| 11      | Lemma Alemayehu        | ETH           | 1:01:17    |
| 12      | Michael Fietz          | GER           | 1:01:18    |
| 13      | Stéphane Schweickhardt | SUI           | 1:02:26    |
| 14      | Eduardo do Nascimento  | BRA           | 1:01:27    |
| 15      | Wilbroad Axweso        | TAN           | 1:01:28    |

#### Equipas
| Posição | País         | Competidores                                                     |
| ------- | ------------ | ---------------------------------------------------------------- |
| 1       | Quênia       | Shem Kororia (1º) Moses Tanui (2º) Kenneth Cheruiyot (3º)        |
| 2       | Áfica do Sul | Hendrick Ramaala (4º) Gert Thys (6º) Makhosonke Fika (42º)       |
| 3       | Etiópia      | Abraham Assefa (7º) Lemma Alemayehu (11º) Tesfaye Tola (18º)     |
| 4       | Espanha      | Alejandro Gómez (17º) Bartolomé Serrano (21º) Antonio Peña (30º) |
| 5       | Itália       | Stefano Baldini (9º) Michele Gamba (27º) Antonio Armuzzi (36º)   |

### Corrida Feminina

#### Individual
| Posição | Competidora        | Nacionalidade | Tempo        |
| ------- | ------------------ | ------------- | ------------ |
| 1       | Tegla Loroupe      | KEN           | 1:08:14 (CB) |
| 2       | Cristina Pomacu    | ROM           | 1:08:43      |
| 3       | Lidia Simon        | ROM           | 1:09:05      |
| 4       | Joyce Chepchumba   | KEN           | 1:09:07      |
| 5       | Nuta Olaru         | ROM           | 1:09:52      |
| 6       | Katrin Dörre       | GER           | 1:09:56      |
| 7       | Lyudmila Petrova   | RUS           | 1:10:02      |
| 8       | Rocío Ríos         | ESP           | 1:10:06      |
| 9       | Mari Sotani        | JPN           | 1:10:13      |
| 10      | Svetlana Zakharova | RUS           | 1:10:29      |
| 11      | Delilah Asiago     | KEN           | 1:10:36      |
| 12      | Noriko Geji        | JPN           | 1:10:37      |
| 13      | Hiromi Katayama    | JPN           | 1:10:48      |
| 14      | Aurica Buia        | ROM           | 1:11:01      |
| 15      | Alina Ecuta        | ROM           | 1:11:02      |

#### Equipas
| Posição | País     | Competidoras                                                             |
| ------- | -------- | ------------------------------------------------------------------------ |
| 1       | Romênia  | Cristina Pomacu (2ª) Lidia Simon (3ª) Nuta Olaru (5ª)                    |
| 2       | Quênia   | Tegla Loroupe (1ª) Joyce Chepchumba (4ª) Delilah Asiago (11ª)            |
| 3       | Japão    | Mari Sotani (9ª) Noriko Geji (12ª) Hiromi Katayama (13ª)                 |
| 4       | Rússia   | Lyudmila Petrova (7ª) Svetlana Zakharova (10ª) Viktoriya Nenasheva (17ª) |
| 5       | Alemanha | Katrin Dörre (6ª) Petra Wassiluk (16ª) Iris Biba (18ª)                   |